# برينو (لاعب كرة قدم مواليد 1986)
برينو (بالبرتغالية: Breno Silva‏) هو لاعب كرة قدم برازيلي في مركزي قلب الدفاع والدفاع، ولد في 1 نوفمبر 1986 في ريسيفي في البرازيل. لعب مع النادي الرياضي المركزي وسبورتينغ براغا ونادي فاسكو دا غاما ونادي ناوتيكو.

## وصلات خارجية
- برينو (لاعب كرة قدم مواليد 1986) على موقع قاعدة بيانات كرة القدم.إي يو (الإنجليزية)
- برينو (لاعب كرة قدم مواليد 1986) على موقع Soccerway.com (الإنجليزية)